# أنتوني سيرا سيرا
أنتوني سيرا سيرا (بالإسبانية: Antoni Serra Serra)‏ هو كاتب إسباني، ولد في 1708 في لا بويبلا في إسبانيا، وتوفي في 1755 في ميورقة في إسبانيا.